# Sematophyllum brasiliense
Sematophyllum brasiliense là một loài Rêu trong họ Sematophyllaceae. Loài này được (Herzog) Ochyra miêu tả khoa học đầu tiên năm 1999.